# Choilley-Dardenay
Choilley-Dardenay é uma comuna francesa na região administrativa de Grande Leste, no departamento de Haute-Marne. Estende-se por uma área de 17,56 km². Em 2010 a comuna tinha 165 habitantes (densidade: 9,4 hab./km²).